# Luci Herenni Saturní
Luci Herenni Saturní va ser un senador romà sota els emperadors Domicià i Trajà (circa els anys 81-117). Formava part de la gens Herènnia.
Es coneix molt poc del seu cursus honorum. Va ser cònsol sufecte els mesos de maig i juny de l'any 100. Va governar com a procònsol la província d'Acaia els anys 98 i 99, abans del seu consolat. Va ser també governador de la Mèsia Superior entre els anys 102 i 106.
Durant el seu govern va esclatar la Segona guerra dàcia on Decèbal es va enfrontar a Trajà. No se sap com es va implicar en aquesta guerra, però era un dels tres legats militars que hi va haver en aquell conflicte.